# Gymnasium Marienthal
Das Gymnasium Marienthal (GymMar) ist ein staatliches Gymnasium im Hamburger Stadtteil Marienthal, das dort 1972 gegründet wurde.

## Schulprofil
Haupteinzugsgebiet des Gymnasiums sind die Stadtteile Horn, Billstedt und Jenfeld, weniger stark auch Tonndorf und das südliche Wandsbek. Aus dem namensgebenden Stadtteil Marienthal stammen vergleichsweise wenig Schüler. Für das Gymnasium wurde 2021 ein Sozialindex von 2 errechnet. Im Schuljahr 2016/17 hatten 69 % der Schüler des Gymnasiums Marienthal einen Migrationshintergrund.
Das Gymnasium Marienthal arbeitet in den Klassen 5 bis 10 im Ganztagsbetrieb. Dabei wird der Unterricht überwiegend in Doppelstunden organisiert, die durch eine 25-minütige Pause, einer einstündigen Mittagspause und einer 10-minütigen Pause gegliedert werden.
Eine Besonderheit des Gymnasiums Marienthal ist der deutsch-chinesische Zweig ab Klassenstufe 5, in dem die Schüler die Möglichkeit haben, zusätzlich zum Pflichtunterricht nach der Stundentafel die chinesische Sprache zu lernen. Ab der sechsten Klasse wird der Unterricht der chinesischen Sprache in Form eines Wahlpflichtkurses weitergeführt. Das Gymnasium Marienthal ist die einzige Schule in Deutschland, die einen solchen Zweig ab Klasse 5 anbietet.
Für die Oberstufe besteht eine Partnerschaft mit der benachbarten Max-Schmeling-Stadtteilschule, sodass Schüler beider Schulen die Profile beider Schulen belegen können. Der Unterricht im Profil findet an der Schule statt, die das Profil anbietet, der restliche Unterricht findet an der Stammschule des Schülers statt.
Das Gymnasium bietet eine Begabtenförderung namens LEBL (loslegen, erfassen, bearbeiten, lösen) an. In diesem Rahmen bearbeiten Schüler ein Jahr lang eigene Aufgaben und präsentieren diese den Mitschülern am Schuljahresende. Es gibt das Model „Drehtür“, bei dem Schüler ca. einmal im Monat für 4 Schulstunden aus dem Unterricht geholt werden und an ihren Projekten arbeiten und das Model „Ganztag“, bei dem wöchentlich 2 Stunden, zusätzlich zum normalen Schulalltag, an den Projekten gearbeitet wird. Mit Beginn des Schuljahres 2019/2020 heißt die Begabtenförderung sMARt-up.
In den Klassen 5 und 6 bietet das Gymnasium Marienthal als besonderes Angebot für begabte und interessierte Schüler das Fach Theater und Medien an, das in zwei zusätzlichen Unterrichtsstunden unterrichtet wird. Patenschaften bestehen mit der Lycksele-Schule in Schweden und der Minli-School in Shanghai.
Seit dem Jahr 2012 hat das Gymnasium jedes Jahr die Auszeichnung „Klimaschule“ erhalten.

## Lage und Architektur
Das Gymnasium Marienthal liegt im Süden des Stadtteils Marienthal am Holstenhofweg, gegenüber der Helmut-Schmidt-Universität. Südlich wird das Schulgelände von der Bundesautobahn 24 begrenzt, die dort zwischen Horner Kreisel und Auffahrt Hamburg-Jenfeld verläuft. Nördlich des Schulgeländes sind Einfamilienhaus-Gebiete. Westlich schließt das Schulgelände der Max-Schmeling-Stadtteilschule an (Standort Holstenhof in der Oktaviostraße 143), mit der u. a. Sporthallen gemeinsam genutzt werden.
Hauptgebäude des Gymnasiums sind zwei Serienschulbauten vom Typ 68, nach dem Grundriss auch Doppel-H-Schulen genannt. Zwischen Ende der 1960er uns Mitte der 1970er Jahre wurde dieser Serienbau in den damaligen Rand- und Erweiterungsgebieten Hamburgs etwa 50-mal gebaut. Die dreistöckigen Gebäude mit Flachdach sind horizontal in einem Raster von 1,80 m gegliedert. Neben den beiden Doppel-H-Gebäuden (Haus A–B und D–E) gibt es ein Fachklassengebäude (Haus C). Dem Haus A wurde 2004 ein Erweiterungsbau für die Ganztagsnutzung des Gymnasiums vorgesetzt. 2016 wurde eine Mensa eingeweiht.
- Lageplan von Gymnasium und benachbarter Stadtteilschule

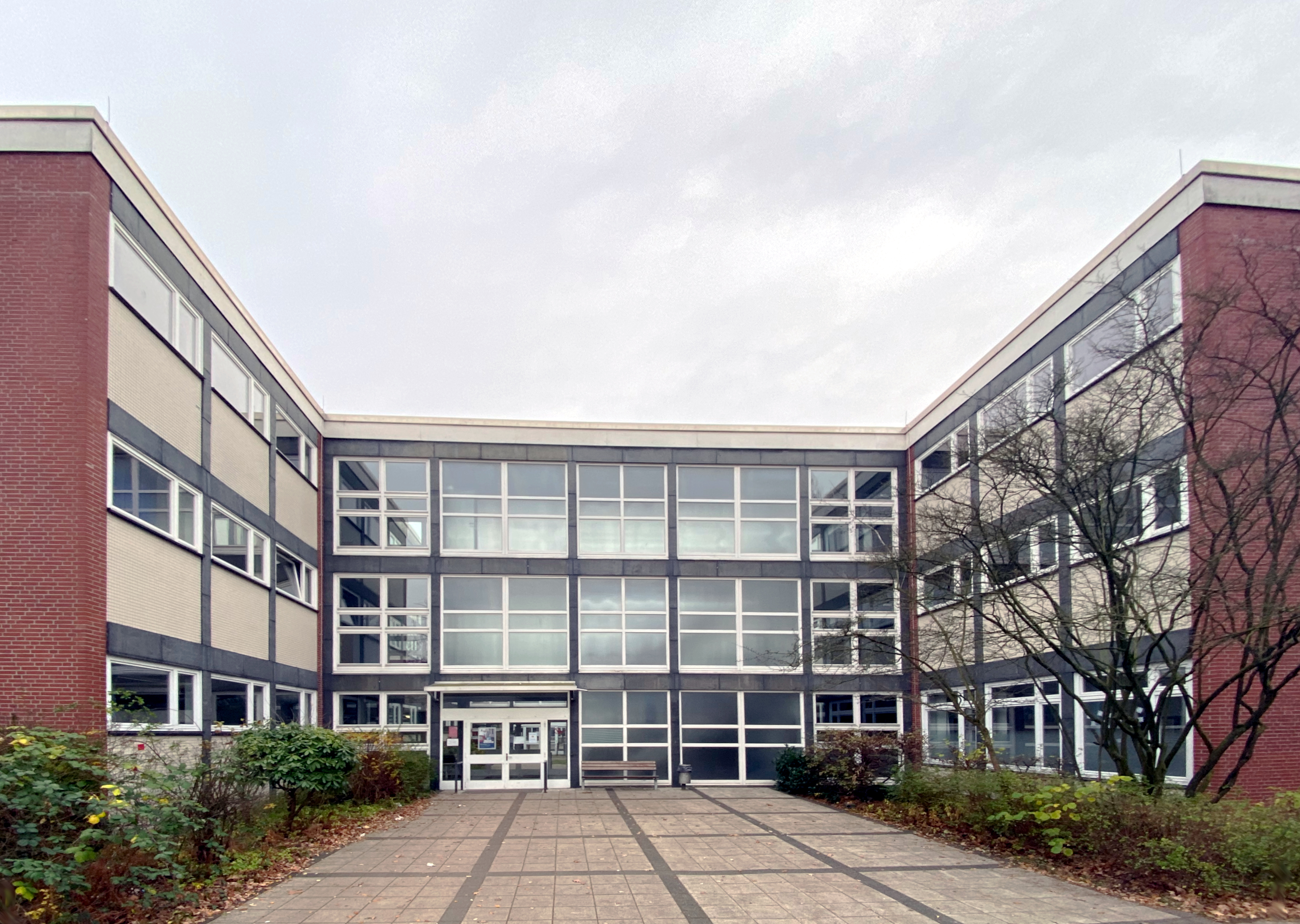
Eingang von Haus D, Doppel-H (Typ 68)
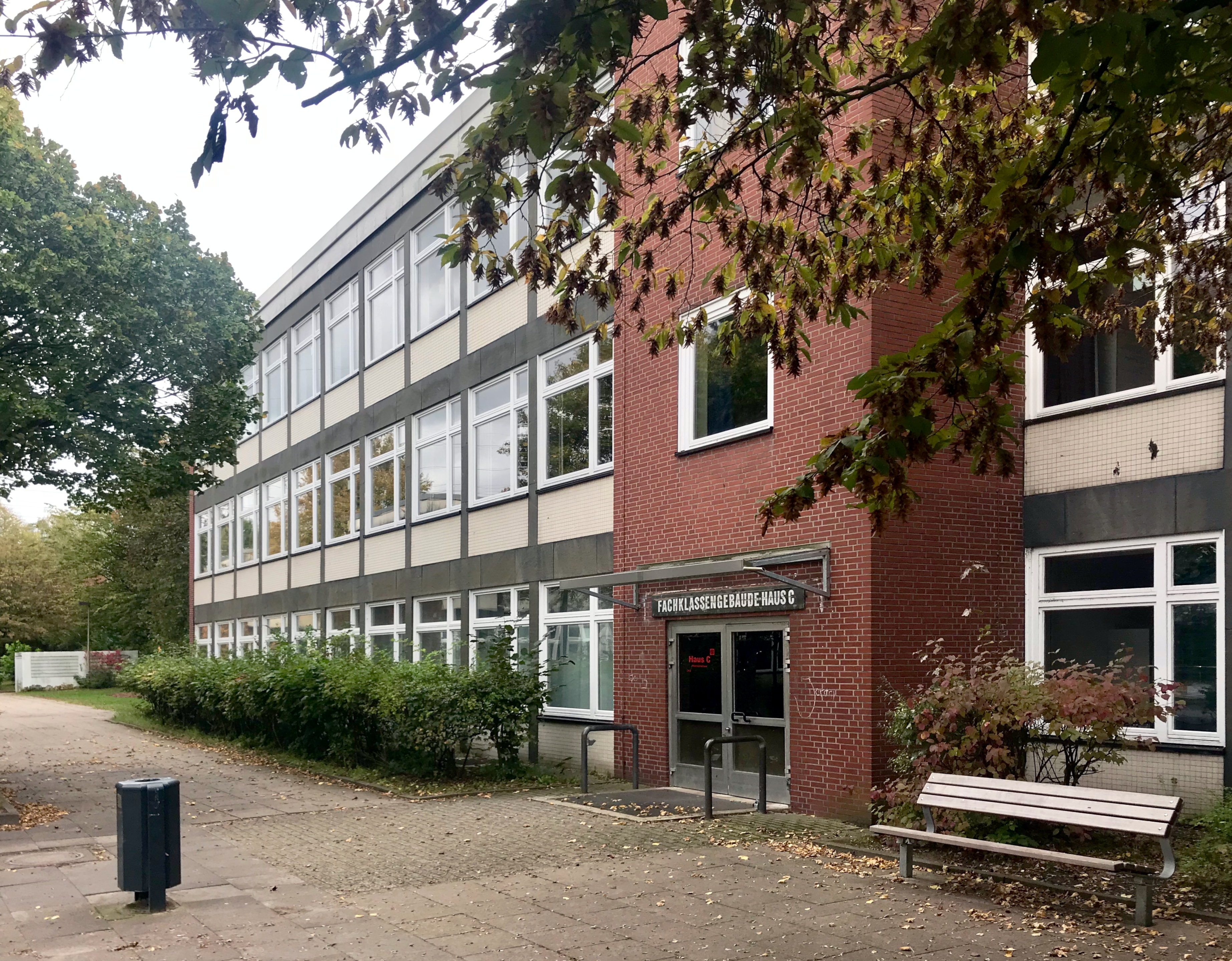
Fachklassengebäude (Haus C)

## Ehemalige Schüler
- Oliver Bertels (* 1980), mehrfacher deutscher Meister im Racquetball
- Martin Habersaat (* 1977), Politiker (SPD)
- Felix Schulze (* 1980), Sportler und Olympiateilnehmer
- Anjes Tjarks (* 1981), Politiker (Bündnis 90/Die Grünen)